# Leif Wivatt
Leif Gunnar Wivatt, född 25 oktober 1952 i Åmål, är en svensk musikjournalist och radioman.
Wivatt anställdes av Sveriges Radio Göteborg 1985 efter att tidigare ha varit verksam som frilansare. Han har lett program som Poporama, Discorama, Svenska Skivspår, Trackslistan, Beat och Wivatt. 
Han vann tävlingarna European Music Game 1979 och SM i Rock, arrangerat av Aftonbladet 1981, där kunskap om populärmusik testades. 1982 var han domare i SVT Malmös och DR K:s musiktävling Hit.
Wivatt har också gett ut böcker, bland annat Stora boken om rock med Kaj Kindvall, Bruce Springsteen för Rockposter Special med Peter Wennö och Rock dag för dag. Han har även skrivit texter om musik i Myggans nöjeslexikon (1992–1993), Lexikon 2000 (1997–1999) och Nationalencyklopedin mellan 2001 och 2004.
Wivatt pensionerades från Sveriges Radio fortsatte 2017 men han har fortsatt att sända radio på lokala stationer.